# Elygea
Elygea là một chi bướm đêm thuộc họ Erebidae.